# Дунавска конференција (1948)
Конференција о реци Дунав 1948. одржана је у Београду (Југославија), да би се развио нови међународни режим за развој и контролу Дунава након Другог светског рата. То је била прва послератна конференција на којој су се сусрели представници савезника Запада, Совјетског Савеза и његових савезничких држава Источне Европе, у којима су последњи имали већину. Конференција је више него уобичајенo била део пажње земаља истока и запада.
Главни резултат конференције био је избацивање недунавских сила из међународних агенција које су деценијама контролисале Дунав.

## Предконференцијско маневрисање
Послератну расправу о Дунаву покренуле су Сједињене Државе 1945. године, када је председник Хари С. Труман на конференцији у Потсдаму предложио да се над унутрашњим пловним путевима обезбеди слобода пловидбе. Британија и Француска биле су забринуте за поновно ангажовање предратних чланова Европске комисије за Дунав, која је била предратно административно тело. Године 1947. потписани Паришки мировни уговори са Румунијом, Мађарском и Бугарском гарантовали су бесплатну пловидбу. Министри спољних послова Велике Британије, Француске, СССР- а и Сједињених Држава прописали су да је: 
 Пловидба Дунавом бесплатна и отворена за држављане, трговачке бродове и робу свих држава, подједнако у погледу лучких и навигацијских такси и услова за трговину. Горе наведено не односи се на промет између лука исте државе. 
 Велика четворка је такође одлучила да конференција буде одржана у року од шест месеци након што су уговори ступили на снагу "ради израде нове конвенције о режиму Дунава". У фебруару 1948. Сједињене Државе предложиле су да се сазове конференција, чиме се спречава мултилатерални пакт који би могао бити склопљен међу земљама источне Европе.
Немачка, још увек без владе и под контролом четири силе, није могла да буде заступљена, али Сједињене Државе залагале су се за улазак Аустрије. Као компромис договорено је да Аустрија присуствује само као консултант. Четири главне силе, са Југославијом (тада под контролом маршала Тита и Комунистичке партије), издале су позивнице за одржавање конференције.

## Исток против Запада
Конференција је одмах привукла пажњу источне и западне штампе.
Министар спољних послова СССР Андреј Вишински је рекао да ће подунавске земље (СССР је постала једна од њих због повратка своје старе покрајине Бесарабија) саставити конвенцију и ставити је на снагу "без обзира на мишљење мањине". У ту сврху, Совјетски Савез је представио нацрт конвенције. Исто су учиниле и Сједињене Државе, али конференција је то занемарила.
Делегати су такође одбили западни покушај да Аустрија заузме место, ако не на конференцији, него у међународној комисији која требало да буде основана. Коначни нацрт конвенције истакао је да ће Аустрија постати чланица након потписивања мира.
Такође је одбијен предлог САД да се нова комисија доведе у неку врсту везе са Уједињеним нацијама, кроз могуће жалбе Међународном суду правде у случају спора и достављањем периодичних извештаја Економском и социјалном савету.
Америка је дошла за сто са пуном делегацијом искусних превозника, поморских правника и других стручњака који су разрадили детаљан нацрт конвенције.
Британија и Француска су, међутим, биле мање идеалистичне инсистирајући на томе да је Конвенција из 1921. још увек на снази и да се њихова права не могу укинути без њиховог пристанка.

## Одлука
Седам дунавских народа гласало је за усвајање совјетског нацрта, уз неколико измена које је на конференцији предложио Вишински. Британија, Француска, САД и Аустрија најавили су своје одбијање да потпишу. Велика Британија и Француска нису учествовале у коначном гласању, уз образложење да је цела ствар била незаконита. САД су се суздржале од појединачних гласова и гласале против документа у целини. Конференција је затворена 18. августа.
Запад је претрпео мали финансијски губитак у споразуму, новим уговором је успостављена нова Дунавска комисија која је преузела сву имовину старих међународних Дунавских конвенција, али не и обавезе - укључујући кредите које су дали Британија, Француска и Италија. Годину дана касније, Сједињене Државе, Велика Британија, Француска, Белгија, Италија и Грчка послале су идентичне копије дипломатских нота о одбацивању нове конвенције источним државама, игноришући Украјину. Шест месеци касније, у марту 1950. године, Совјетски Савез је одговорио да се не слаже и да је нова конвенција „елиминисала претходне неправде и успоставила надлежност над реком од стране земаља кроз које је или дуж које је река заправо текла“.
Речни систем је од тада подељен у три управе - редовну речну комисију, билатералну управу Румуније и СССР-а између Брајеле и ушћа канала Сулина, и билатералну администрацију Румунија-Југославија код Ђердапске клисуре. Обе последње су технички биле под контролом главне комисије, чији су чланови били Бугарска, Чехословачка, Мађарска, Румунија, Украјина, СССР и Југославија.

## Учесници

### Потписници
Списак по редоследу и под именима које је евидентирала Подунавска комисија :
- Совјетски Савез
- Народна република Бугарска
- Република Мађарска
- Народна република Румунија
- Украјинска совјетска социјалистиичка република
- Република Чехословачка
- Федерална народна република Југославија

### Гласови против
- Сједињене Америчке Државе

### Уздржани
- Велика Британија
- Француска

### Консултанти
- Аустрија